# Basse-Silésie (région historique)
 (février 2017).
Pour les articles homonymes, voir Silésie (homonymie).
Ne doit pas être confondu avec Basse-Silésie (province).
La Basse-Silésie (en polonais : Dolny Śląsk, en silésien slave Dolny Ślůnsk ; en allemand : Niederschlesien ; en silésien germanique : Niederschläsing ; en latin : Silesia inferior) est la partie nord-ouest de la région historique de Silésie. Elle est située principalement dans la zone au cours moyen de la rivière Oder. 
La plus importante agglomération et capitale historique est la ville de Wrocław (Breslau). 
L'évolution autonome de la Basse-Silésie a commencé sous le règne de la dynastie Piast au Moyen Âge central, alors que les duchés haute-silésiens de Ratibor et d'Opole au sud-est firent cavaliers seuls à partir de 1172. À l'origine un fief du royaume de Pologne, la région à travers les siècles fut sous le contrôle de la couronne de Bohême, du Saint-Empire romain et de la monarchie autrichienne des Habsbourg (de 1526). Après la 1re guerre de Silésie, en 1742, presque toute la région fut annexée par le royaume de Prusse et était incorporée dans la province de Basse-Silésie à partir de 1815.
Après la Seconde Guerre mondiale et la conférence de Potsdam en 1945, la partie principale de l'ancienne province prussienne tomba aux mains de la république de Pologne, tandis qu'une partie plus petite à l'ouest de la ligne Oder-Neisse resta dans l'Allemagne de l'Est.

## Géographie
La Basse-Silésie est située dans le bassin de l'Oder moyen, avec les affluents Nysa Kłodzka, Ślęza, Bystrzyca, Bóbr et Kwisa (à gauche), ainsi que la rivière Barycz (à droite). Les principaux massifs sont les parties occidentales et centrales des Sudètes, moyennes montagnes qui culminent à 1 603 mètres d'altitude au mont Śnieżka, sur la frontière polono-tchèque. Elles comprennent plusieurs massifs, dont les monts des Géants, les monts de la Jizera, les monts Tabulaires et les Góry Sowie.

### Frontières

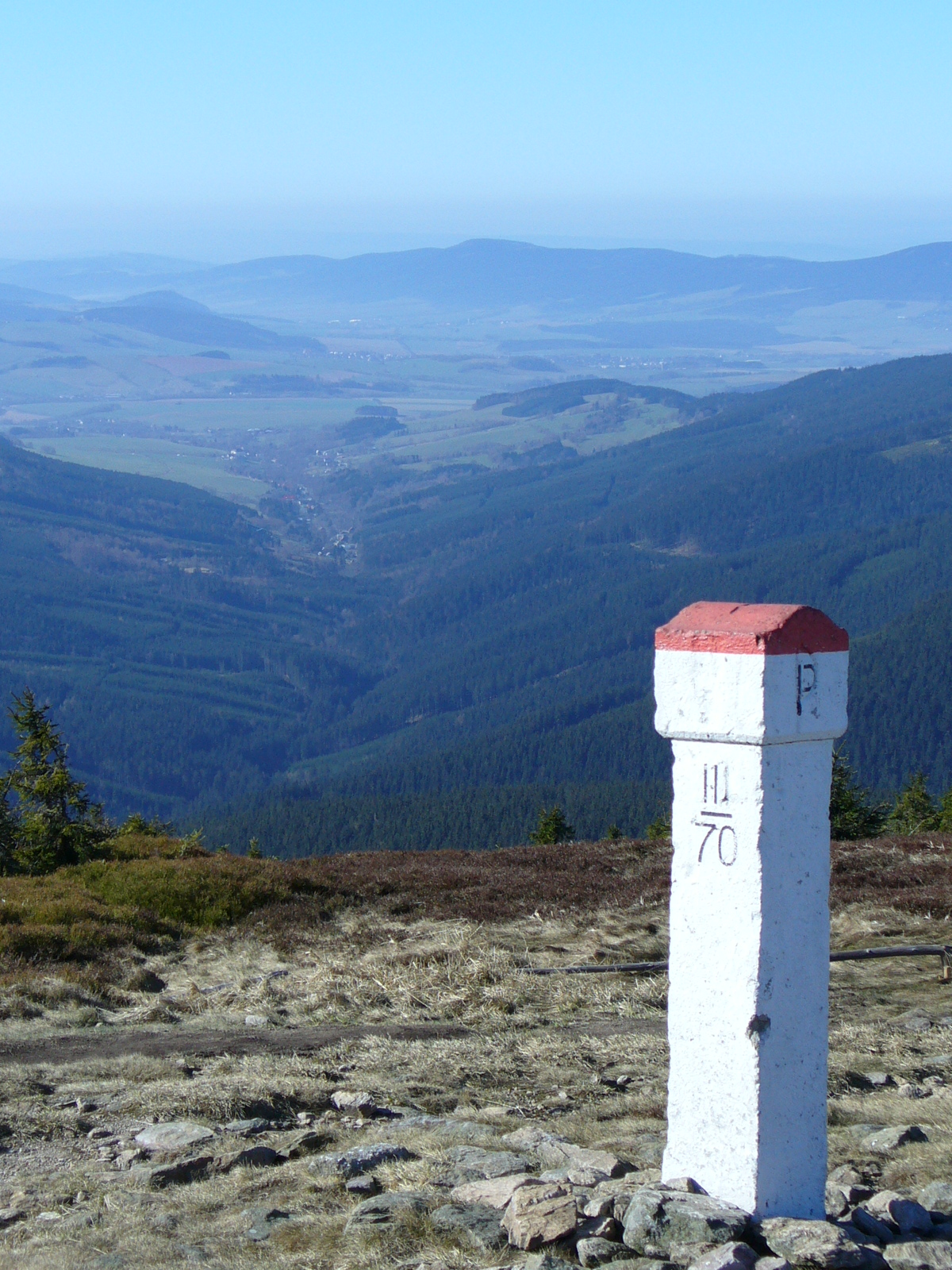
Une borne sur le Králický Sněžník dans les Sudètes.

La frontière méridionale de la Basse-Silésie est formée par la chaine de montagne des Sudètes, qui depuis le Haut Moyen Âge forment la frontière entre la Silésie polonaise et la région historique de Bohême de l'actuelle République tchèque. La ligne des rivières Bóbr et Kwisa est considérée comme le commencement de la frontière occidentale avec les Lusaces (la Haute- et la Basse-Lusace ; toutefois, l'ancien duché silésien de Żagań atteint la rivière Neisse, comprenant deux villages (Pechern et Neudorf) sur la rive occidentale qui devint silésienne en 1413. Un tronçon de la rivière Barycz forme la frontière avec la Grande-Pologne historique au nord-est. Les terres de Haute-Silésie se situent au sud-est, la limite se dessinait le long du cours inférieur de la Nysa Kłodzka jusqu'à la confluence avec l'Oder.
Au cours des siècles, les frontières ont subi des changements : au nord-ouest, la Basse-Silésie couvrait originellement les domaines de Krosno Odrzańskie et Sulechów, qui ont été incorporés dans la Nouvelle Marche de Brandebourg en 1482, suivie de Świebodzin en 1742. À partir de 1815, la province silésienne de Prusse comprend en outre le comté bohémien de Kłodzko et des terres adjacentes de l'historique Haute-Lusace cédée par le royaume de Saxe après les guerres napoléoniennes ; son point le plus à l'ouest pourrait être trouvé aussi loin à l'ouest que le petit village de Lindenau près d'Ortrand (appartenant maintenant à l'état du Brandebourg en Allemagne). 

### Administration
Aujourd'hui la Basse-Silésie polonaise administrative est partagée entre la voïvodie de Basse-Silésie (à l'exception des powiats de Haute-Lusace autour de Lubań et Zgorzelec, et autre que le Powiat de Kłodzko correspondant à l'ancien comté bohémien), la partie sud de la Voïvodie de Lubusz (c-a-d les powiats de Krosno Odrzańskie, Nowa Sól, Świebodzin, Żagań et Zielona Góra avec la cité de Zielona Góra), ainsi que l'ouest de la voïvodie d'Opole (les powiats de Brzeg, de Oleśnica et de Nysa).
La partie minuscule de l'ancien duché de Żagań sur la rive ouest de la Neisse fait aujourd'hui partie de la municipalité de Krauschwitz dans l'arrondissement de Görlitz en Saxe. Les plus grandes parties de la Haute-Lusace dans la Silésie prussienne (« Haute-Lusace-Basse-Silésienne ») à l'ouest de la Neisse comprenaient la ville de Görlitz et l'ancien arrondissement de Hoyerswerda, qui forme aujourd'hui la partie nord des arrondissements saxons de Görlitz et Bautzen, ainsi que la partie sud de l'arrondissement d'Oberspreewald-Lausitz au Brandebourg. La partie sud de l'ancienne principauté de Nysa, qui est rattachée à la Silésie autrichienne des Habsbourg en 1742, à savoir le district de Jeseník (Freiwaldau), appartenant aujourd'hui à la République tchèque.

## Historique

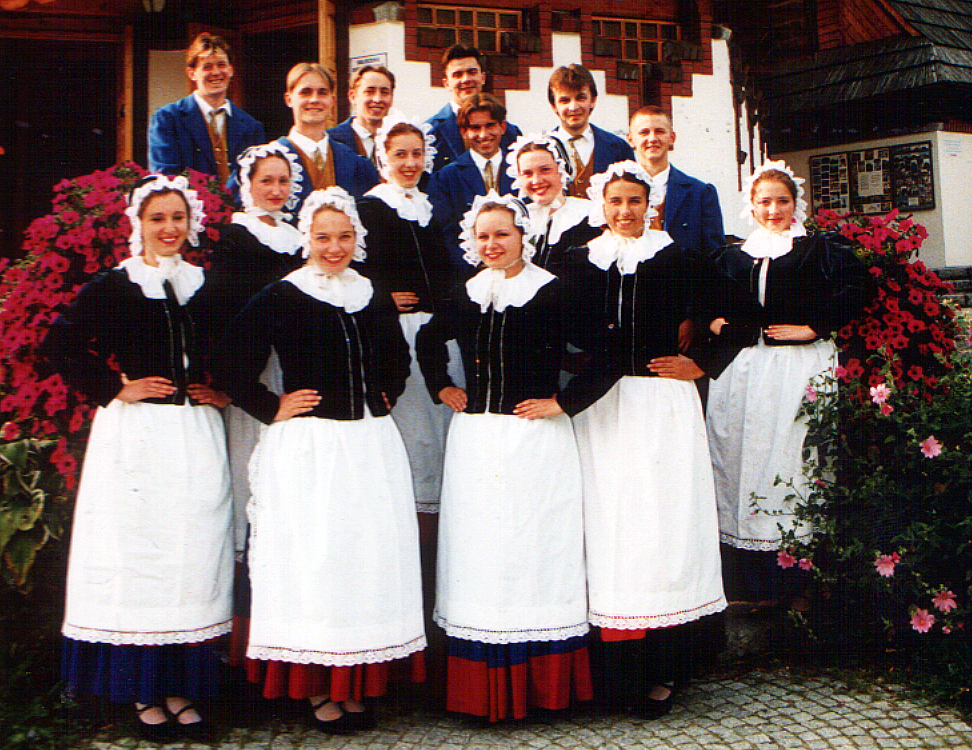
Costumes silésiens traditionnels.

À la fin de l'âge de glace, l'Homme est apparu en Basse-Silésie. Au Mésolithique (il y a 7000 ans), le premier peuple nomade s'installe en Basse-Silésie, vivant dans des grottes et des chalets primitifs. Ils étaient chasseurs cueilleurs et pêcheurs, et utilisaient des armes et d'autres outils fait de bois et de pierres. Au Paléolithique supérieur, Les vestiges humains les plus anciens du peuple nomade sont âgés de 40 000 ans et ont été retrouvés dans une tombe à Tyniec dans la rivière Ślęża.
Au Néolithique (4000–1700 av. J.-C.), commença le processus de transformation vers une vie sédentaire. Les premières installations rurales furent faites, lorsque les gens commencèrent à cultiver et à élever des animaux. L'exploitation minière, la poterie et le tissage sont datés de cette période. Des carrières de serpentinite, grâce auxquelles les haches de Silésie ont été fabriquées, et près de Jordanów Śląski, le peuple extrait la néphrite qui a été transformée en divers outils. À l'âge du bronze (1700–1500 av. J.-C.), l'évolution des différentes cultures s'est développée jusqu'à l'existence d'une culture unie, qui a menacé l'existence de la culture Trzciniec. À la période suivante c. 750 av. J.-C., elle englobe toute l'Europe.

### Antiquité
À la période de la culture de La Tène, la Basse-Silésie était habitée par les Celtes, qui avaient leur lieu principal de culte sur le mont Ślęża. Leurs statues pierreuses situées sur et autour de cette colline ont été adorées plus tard par les tribus slaves qui sont venues ici autour du VIe siècle av. J.-C. Magna Germania (IIe siècle av. J.-C.) entre la période celtique et la période slave, la Basse Silésie a été habitée par un certain nombre de tribus germaniques. Parmi elles, les Vandales, les Lugiens, et les Sillings, qui auraient pu donner à la région de Silésie son nom, bien que ce ne soit pas clair et donc contesté.
Les tribus germaniques partant vers l'ouest pendant la période des migrations germaniques, un certain nombre de nouveaux peuples arrivèrent en Silésie venant de Sarmatie, d'Asie Mineure et des steppes d'Asie au début du VIe siècle.

### Début du Moyen Âge
Le Géographe bavarois (v. 845) se référa à la Ślężanie (l'autre source possible du nom Śląsk et plus tard de la Silésie), centrée sur les tribus Niemcza et Dziadoszanie, tandis qu'un document de 1086 publié par l'évêque Jaromir de Prague énumère le Zlasane, Trebovane, Poborane et Dedositze. Dans le même temps, la Haute-Silésie était habitée par les tribus Opolanie, Lupiglaa et Golenshitse. 
À la fin du IXe siècle, le territoire était soumis au royaume de la Grande-Moravie du prince Svatopluk Ier et en environ 906 passa sous le règne du duc Spytihněv Ier de Bohême et de ses successeurs des Přemyslides : Vratislav Ier, le prétendu fondateur du château fort de Wrocław (en tchèque : Vratislav), Venceslas Ier et Boleslav le Cruel, fondateur de Bolesławiec.

### Royaume de Pologne des Piast
Pendant ce temps, les slaves occidentaux polonais avaient établi un premier duché sous la dynastie des Piast dans les terres adjacentes des Polanes, s'étendant entre la Warta et la Vistule dans le nord. Vers 990, la Silésie fut conquise et incorporée dans le premier État polonais par le prince de Piast Mieszko Ier, qui avait obtenu le soutien de l'empereur Otton II du Saint-Empire contre le duc rebelle de Bohême, Boleslav II.
En 1000, le fils et successeur de Mieszko, Boleslas le Vaillant, fonda le diocèse de Wrocław qui, avec les évêchés de Cracovie et Kołobrzeg, fut placé sous l'archevêché de Gniezno en Grande-Pologne, fondé par l'empereur Otton III au congrès de Gniezno la même année. La suzeraineté ecclésiale de Gniezno sur Wrocław dura jusqu'en 1821. Après un changement temporaire vers la Bohême dans la première moitié du XIe siècle, la Basse-Silésie a continué à faire partie intégrante de l'état polonais jusqu'à la fin de sa période de fragmentation quand toutes les réclamations polonaises sur cette terre ont finalement été abandonnées en faveur du roi de Bohême en 1348.
Le duché de Silésie était fondé par le testament de Boleslas III Bouche-Torse en 1138, associé à l'introduction du séniorat. Il fut d'abord divisé entre partie inférieure et supérieure en 1172 pendant la période de fragmentation féodale de la Pologne, lorsque la terre fut partagée entre les deux fils de l'ancien duc et princeps Ladislas II, fils de Boleslas III : le frère aîné Boleslas le Long régna sur la Basse-Silésie avec sa capitale à Wrocław et plus jeune Mieszko Jambes Mêlées régna sur la Haute-Silésie avec sa capitale d'abord à Ratibor, à partir de 1202 à Opole. 
Après la mort du duc Henri II le Pieux à la bataille de Legnica en 1241, la Basse-Silésie fut divisée en nombreux duchés entre ses descendants. Les duchés jusqu'au XVe siècle (noms allemands en italique) étaient :

Les duchés silésiens pendant les années 1249 à 1273 : Breslau en orange, Liegnitz en violet, Glogau en vert.

- le duché de Breslau, séparé en 1248 sous le règne du duc Henri III le Blanc :
  - le duché de Brzeg (Brieg), séparé de Breslau en 1311,
  - la principauté de Nysa (Neisse), établit par les évêques de Wrocław en 1290 ;
- le duché de Liegnitz, séparé en 1248 sous le règne de Boleslas II le Chauve :
  - le duché de Schweidnitz-Jauer, séparé de Liegnitz en 1278,
  - le duché de Münsterberg, séparé de Schweidnitz en 1321 ;
- le duché de Glogau, séparé de Liegnitz en 1251 sous le règne de Conrad II :
  - le duché de Sagan, séparé de Glogau en 1278,
  - le duché d'Œls, séparé de Glogau en 1313 :
    - le duché de Bernstadt, séparé d'Oleśnica en 1412,
    - le duché de Wołow (Wohlau), séparé d'Oleśnica en 1412.

### Couronne de Bohême
Au début du XIVe siècle, la plupart des duchés de Silésie furent gouvernés par les ducs de Piast sous la seigneurie féodale des rois de Bohême. Avec le traité de Trenčín, conclu entre les rois Casimir III de Pologne et Jean Ier de Bohême en 1335], confirmé par le traité de Namysłów en 1348, ils devinrent ainsi une partie de la couronne de Bohême. Le dernier duché indépendant, Świdnica, suivit après le décès du duc Bolko II le Petit en 1368.
Après que la lignée des ducs Piast de Ziębice s'éteint en 1428, le duché revient au roi de Bohême et est acquis en 1456 par le roi Georges de Poděbrady. Ses descendants ont aussi acquis les duchés d'Oleśnica et Bierutów. Après la mort du duc Piast Henri XI de Głogów en 1476, le district de Krosno (Crossen) au nord-ouest devint une partie du margraviat de Brandebourg sous la maison de Hohenzollern, lorsque sa veuve Barbara de Brandeburg, fille de l'électeur Albert III Achille, en hérita. 
En 1526, tous les pays de la couronne de Bohême furent acquis par la monarchie autrichienne des Habsbourg après la mort du roi Louis II Jagellon. Les margraves de Brandebourg contestaient l'héritage, citant un contrat de succession conclu avec le duc Frédéric II de Legnica en 1537; néanmoins, la Silésie demeura largement sous le contrôle des Habsbourg jusqu'en 1742. À la mort du duc Georges Guillaume de Legnica en 1675, la lignée des Piast s'éteignit.

### Royaume de Prusse

Carte de la Silésie prussienne vers l'année 1905, avec les districts de Liegnitz (en vert) et Breslau (en orange).

Après la première Guerre de Silésie, la plus grande partie de la Basse-Silésie, à l'exception d'une petite partie au sud de Nysa qui avait été incorporée à la Silésie autrichienne, est devenue partie du royaume de Prusse par le traité de Breslau de 1742. En 1815, elle devint une partie de la province de Silésie de Prusse, divisée en deux districts (Regierungsbezirke) de Liegnitz et de Breslau (parfois aussi appelées Moyenne-Silésie) et d'Oppeln de Haute Silésie (y compris les districts de Basse Silésie de Neisse et Grodków). La région occidentale de Liegnitz avait été agrandie par les districts de Haute-Lusace incorporés de Lauban, de Görlitz, de Rothenburg et de Hoyerswerda, tous saisis de Saxe après les guerres napoléoniennes.
Au début du XXe siècle, la Basse-Silésie comptait une population presque exclusivement germanophone et germanique, à l'exception d'une petite région de langue polonaise dans la partie nord-est du district de Namslau, de Syców et de Milicz, et une minorité de langue tchèque de 9 % dans la zone rurale autour de Strehlen. Après la Première Guerre mondiale, la Haute-Silésie fut divisée entre la République de Weimar allemande, la Deuxième république polonaise et l'État de Tchécoslovaquie, tandis que la Basse-Silésie prussienne resta en Allemagne et fut réorganisée dans la province de Basse-Silésie de l'État libre de Prusse composée des régions de Breslau et de Liegnitz.

### Après 1945
Après la fin de la Seconde Guerre mondiale, tous les territoires situés à l'est de la ligne Oder-Neisse ont été placés sous administration polonaise conformément aux accords de Potsdam et sont devenus partie intégrante de la république de Pologne. En vertu de ces termes, la quasi-totalité de la Basse-Silésie historique est devenue une partie de la Pologne dans le cadre des « territoires récupérés ». L'Allemagne conserve la petite partie de l'ancienne province prussienne de Basse-Silésie à l'ouest de la ligne Oder-Neisse. Les populations allemandes du territoire ont fui ou ont été expulsées et remplacées par des Polonais, dont beaucoup avaient été expulsés des régions polonaises annexées par l'Union soviétique.
De 1945 à 1975, la Basse-Silésie fut administrée dans la voïvodie de Wrocław. À la suite de la loi sur la réorganisation des administrations locales (1975), l'administration polonaise a été réorganisée en 49 voïvodies, dont quatre en Basse-Silésie : Jelenia Góra, Legnica, Wałbrzych et Wrocław (1975-1998). À la suite de la loi de 1998 sur la réorganisation des collectivités locales, ces quatre provinces ont été regroupées dans la Voïvodie de Basse Silésie (à compter du 1er janvier 1999), dont la capitale est Wrocław.

## Population
Actuellement, la majorité de la population de la Basse-Silésie n'est pas d'origine silésienne, car après la Seconde Guerre mondiale, presque toute la population de la Basse-Silésie a été remplacée. Les habitants d'avant-guerre ont fui la région et la région a été colonisée par des migrants de différentes régions de la Pologne. Aujourd'hui, la plus grande partie de la population de la Basse Silésie a ses racines dans les régions orientales de la Pologne d'avant-guerre.

## Villes de la Basse-Silésie historique

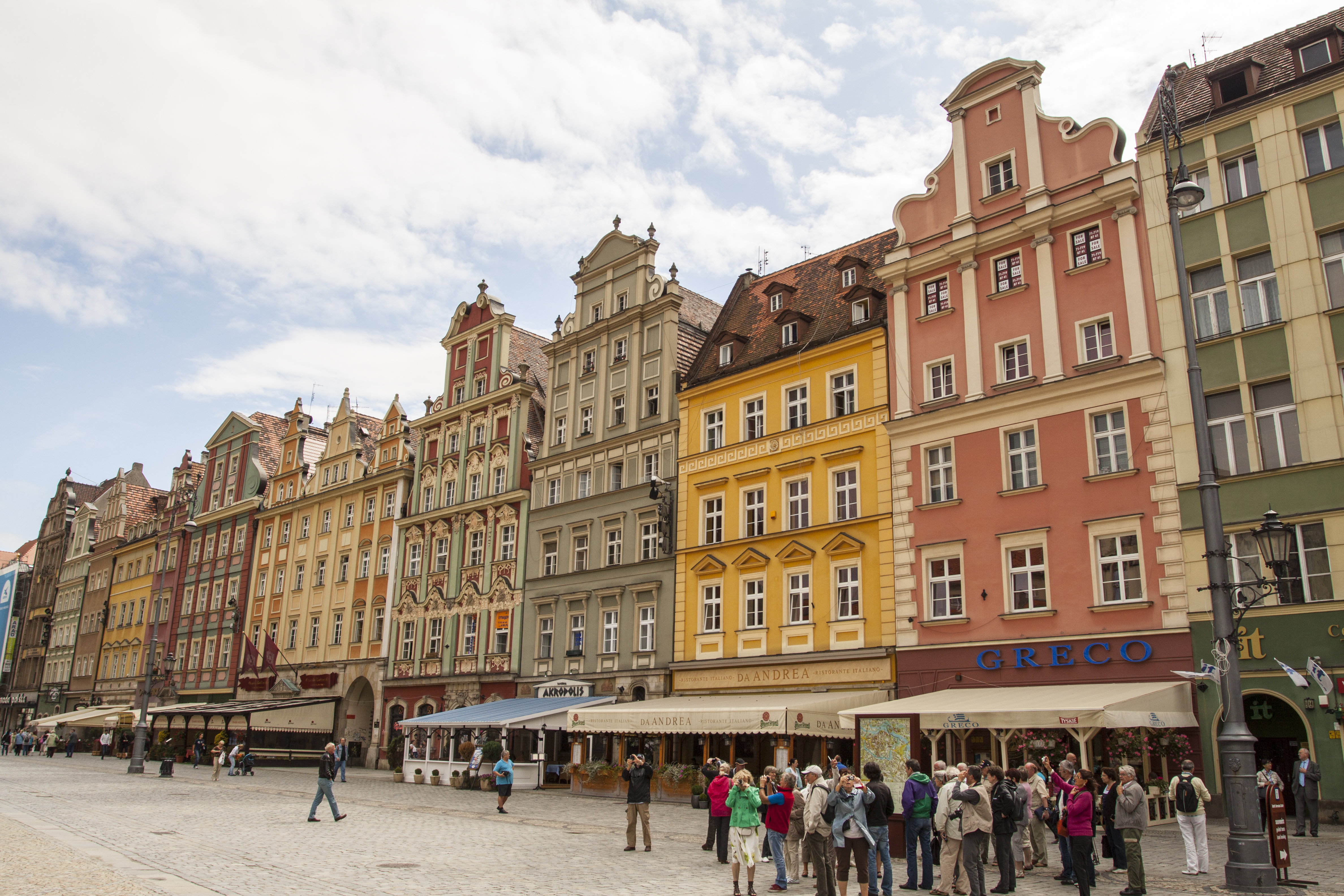
Wrocław.

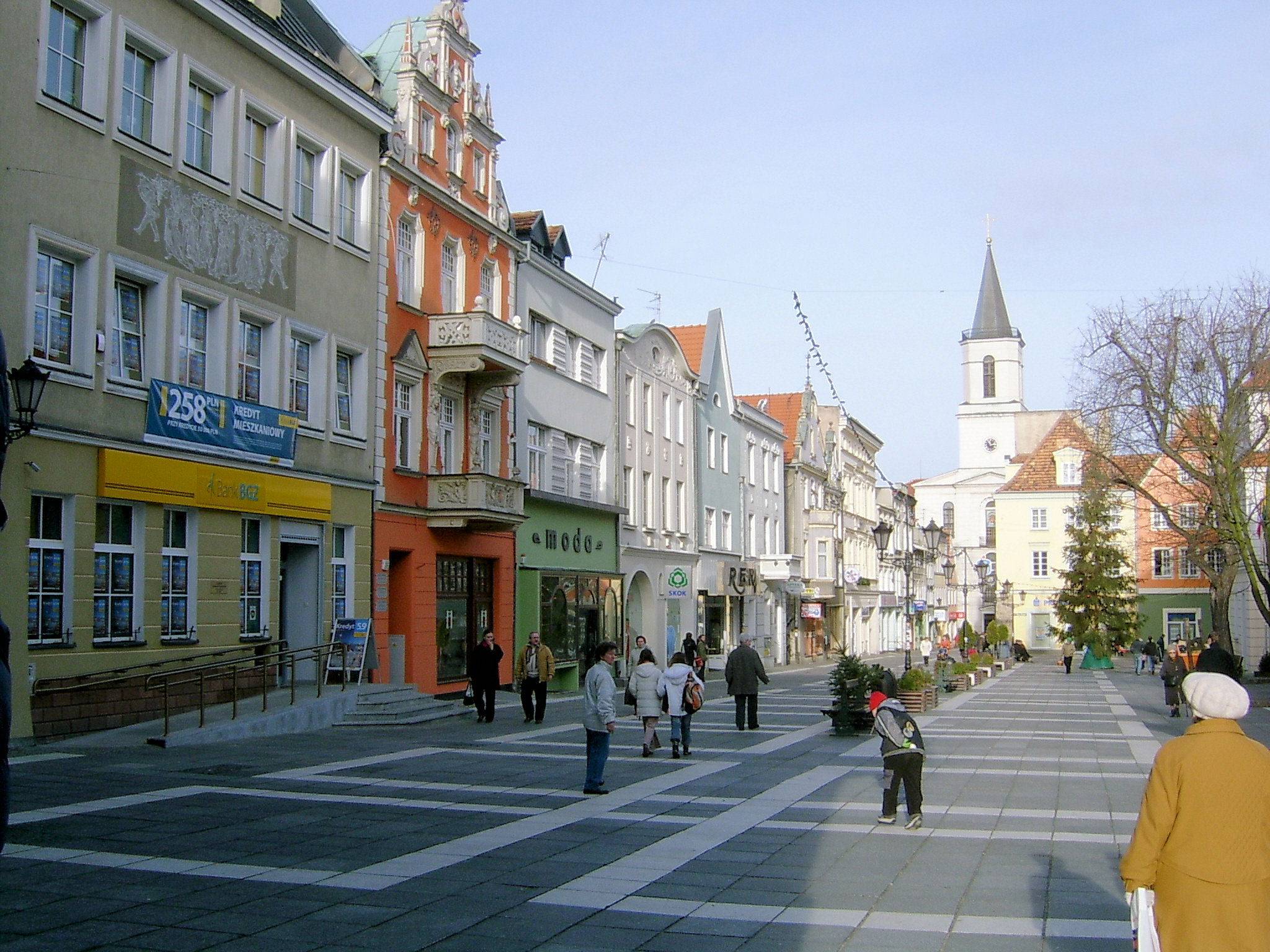
Zielona Góra.

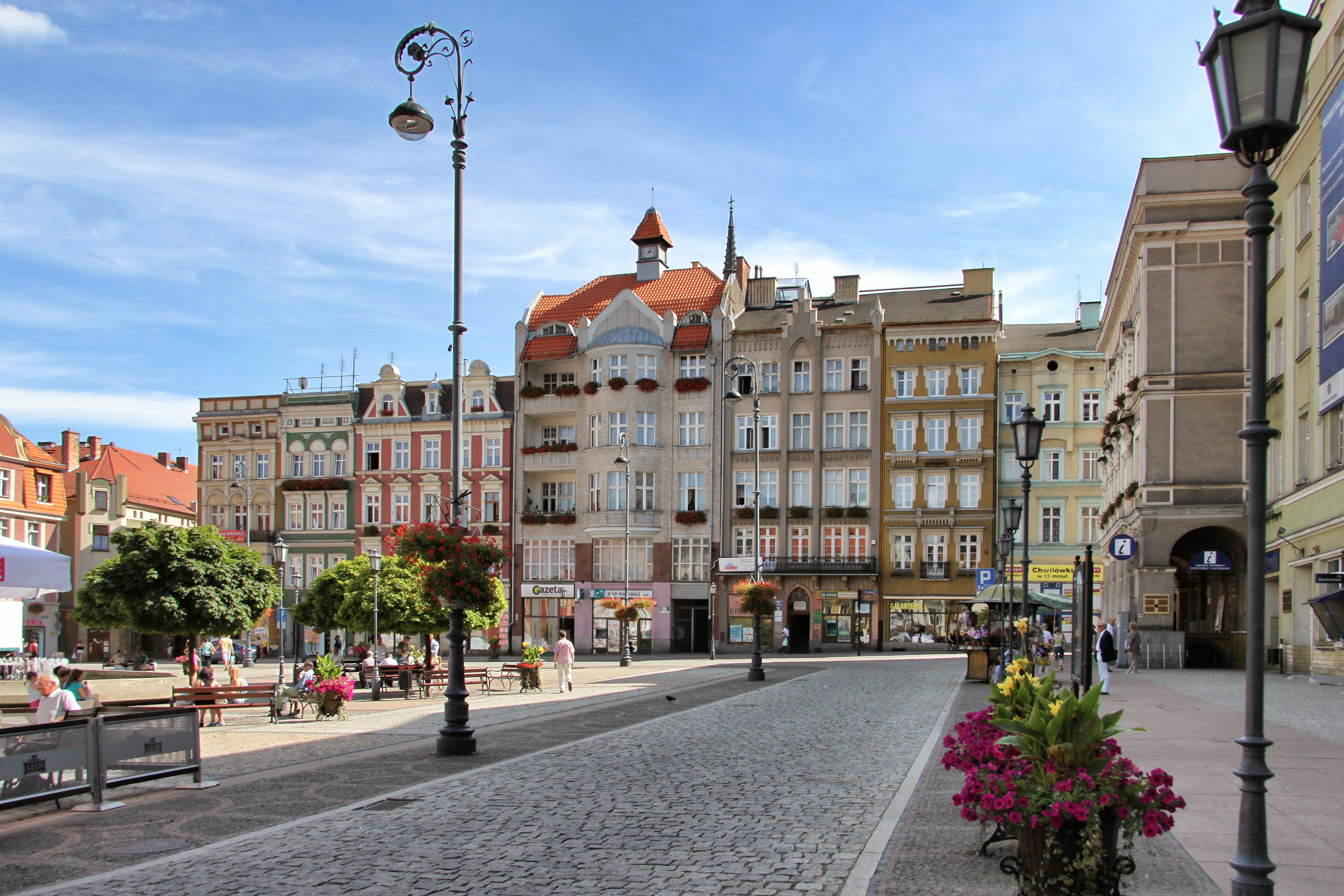
Wałbrzych.

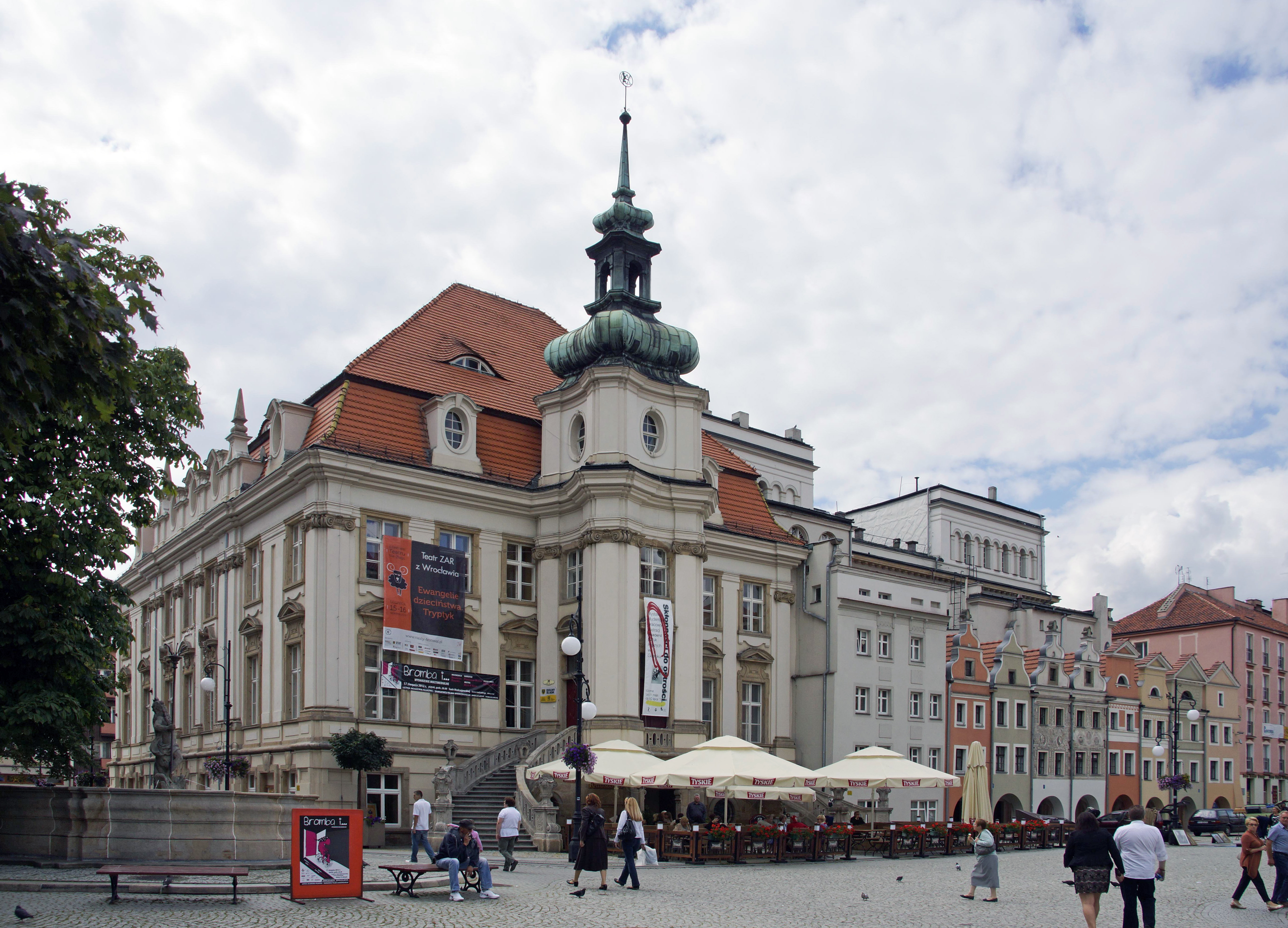
Legnica.

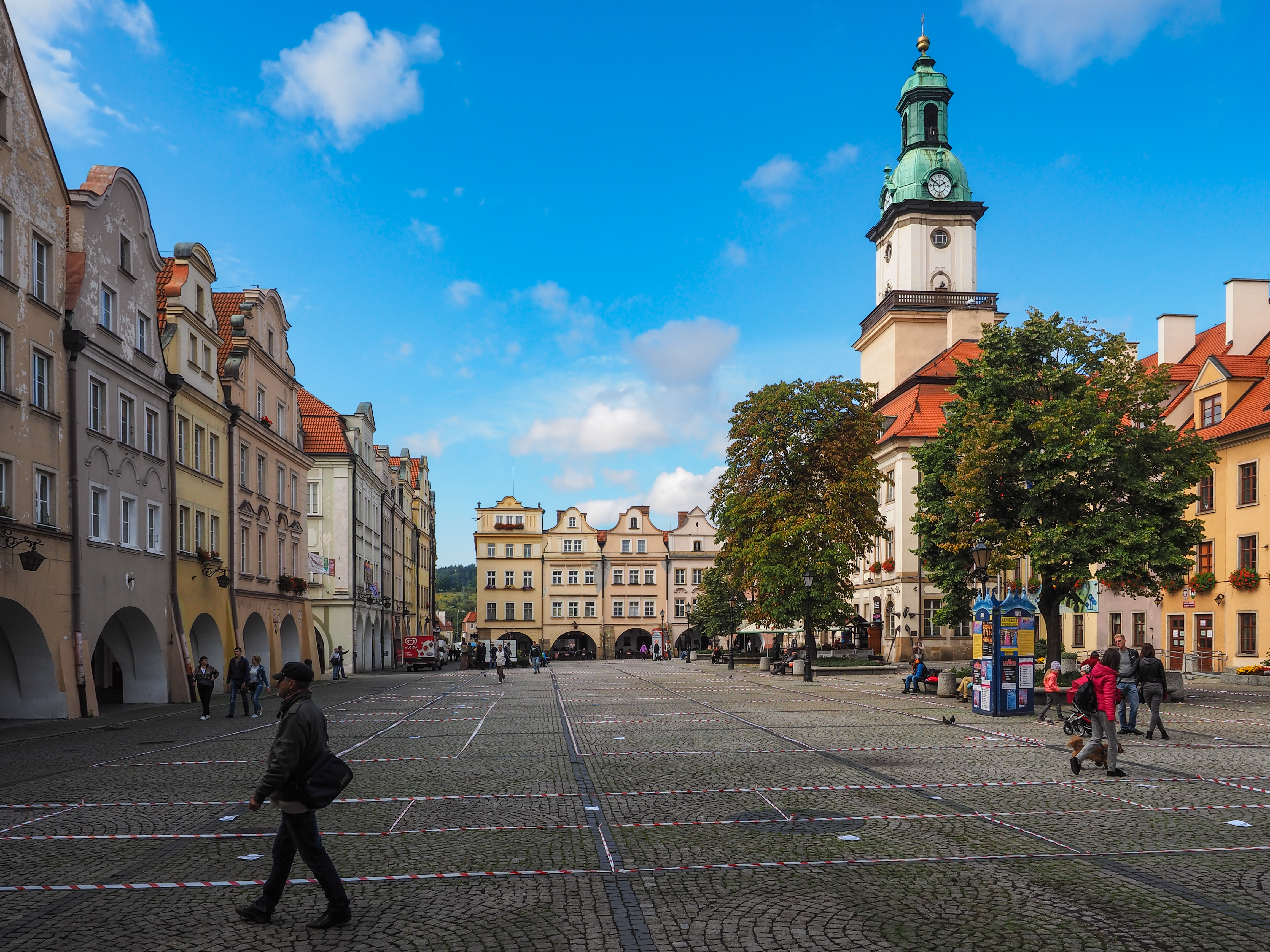
Jelenia Góra.

Villes de plus de 20 000 habitants (noms allemands entre parenthèses):
- Wrocław (Breslau)
- Wałbrzych (Waldenburg)
- Nysa (Neisse)
- Brzeg (Brieg)
- Lądek Zdrój (Bad Landeck)
- Legnica (Liegnitz)
- Jelenia Góra (Hirschberg)
- Lubin (Lüben)
- Głogów (Glogau)
- Świdnica (Schweidnitz)
- Bolesławiec (Bunzlau)
- Oleśnica (Oels)
- Jawor (Jauer)
- Kamienna Góra (Landeshut in Schlesien)
- Oława (Ohlau)
- Kłodzko (Glatz)
- Nowa Ruda (Neurode)
- Dzierżoniów (Reichenbach im Eulengebirge)
- Bielawa (Langenbielau)
- Polkowice (Polkwitz)

## Traditions silésiennes en Haute-Lusace

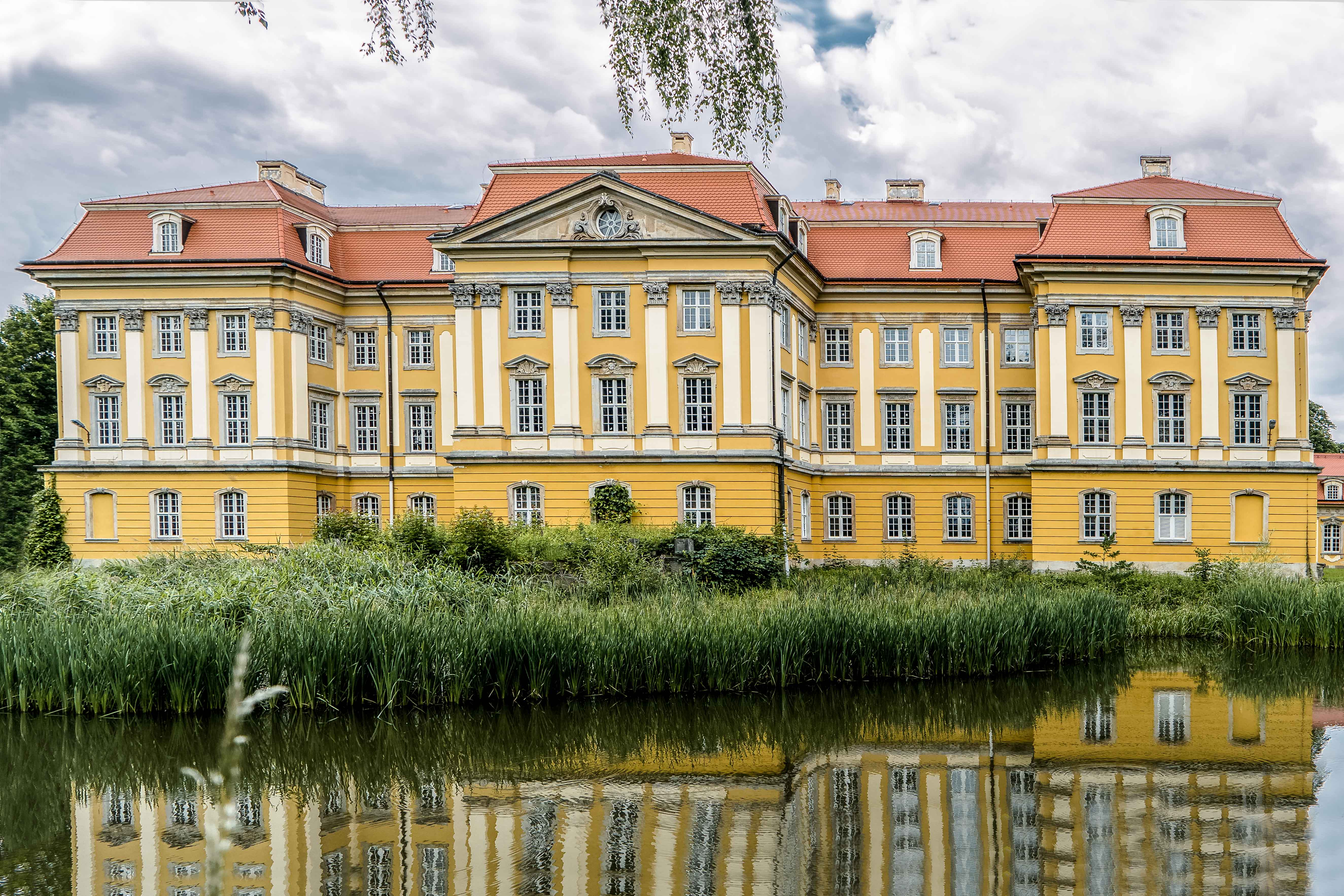
Palais baroque à Radomierzyce.

Pendant 130 ans (de 1815 à 1945), des parties des anciens territoires saxons de la Haute-Lusace formaient la partie la plus à l'ouest de la province prussienne de Silésie et plus tard de la Basse-Silésie. Pendant ce temps, la culture silésienne et le dialecte silésien allemand s'est étendu dans cette région avec comme centre Görlitz. L'expulsion des Allemands de l'est de la ligne d'Oder Neisse a conduit à un peuplement supplémentaire de silésiens allemands dans cette région. En raison de ces faits, certains des habitants de cette région se considèrent encore silésiens et pratiquent des coutumes silésiennes. L'un de leurs privilèges spéciaux est le droit d'utiliser le drapeau et les armoiries de la Basse Silésie qui leur est garantis par la Constitution saxonne de 1992. L'Église évangélique de Silésie en Haute-Lusace, quant à elle, a fusionné avec celle de Berlin et de Brandebourg pour former l'Église évangélique de Berlin-Brandebourg-Silésie Haute-Lusace.

### Villes
Les principales villes de l'ancienne province de Basse-Silésie, à l'ouest de la ligne Oder-Neisse sont :
- Görlitz (Zhorjelc) ;
- Hoyerswerda (Wojerecy) ;
- Weißwasser/O.L. (Běła Woda) ;
- Niesky (Niska).

Les principales villes de Lusace au sein de l'ancienne province de Basse-Silésie à l'est de la Neisse Lusacean, maintenant dans la voïvodie de Basse-Silésie sont :
- Zgorzelec (formé d'une partie de Görlitz) ;
- Lubań (Lauban).

## Tourisme

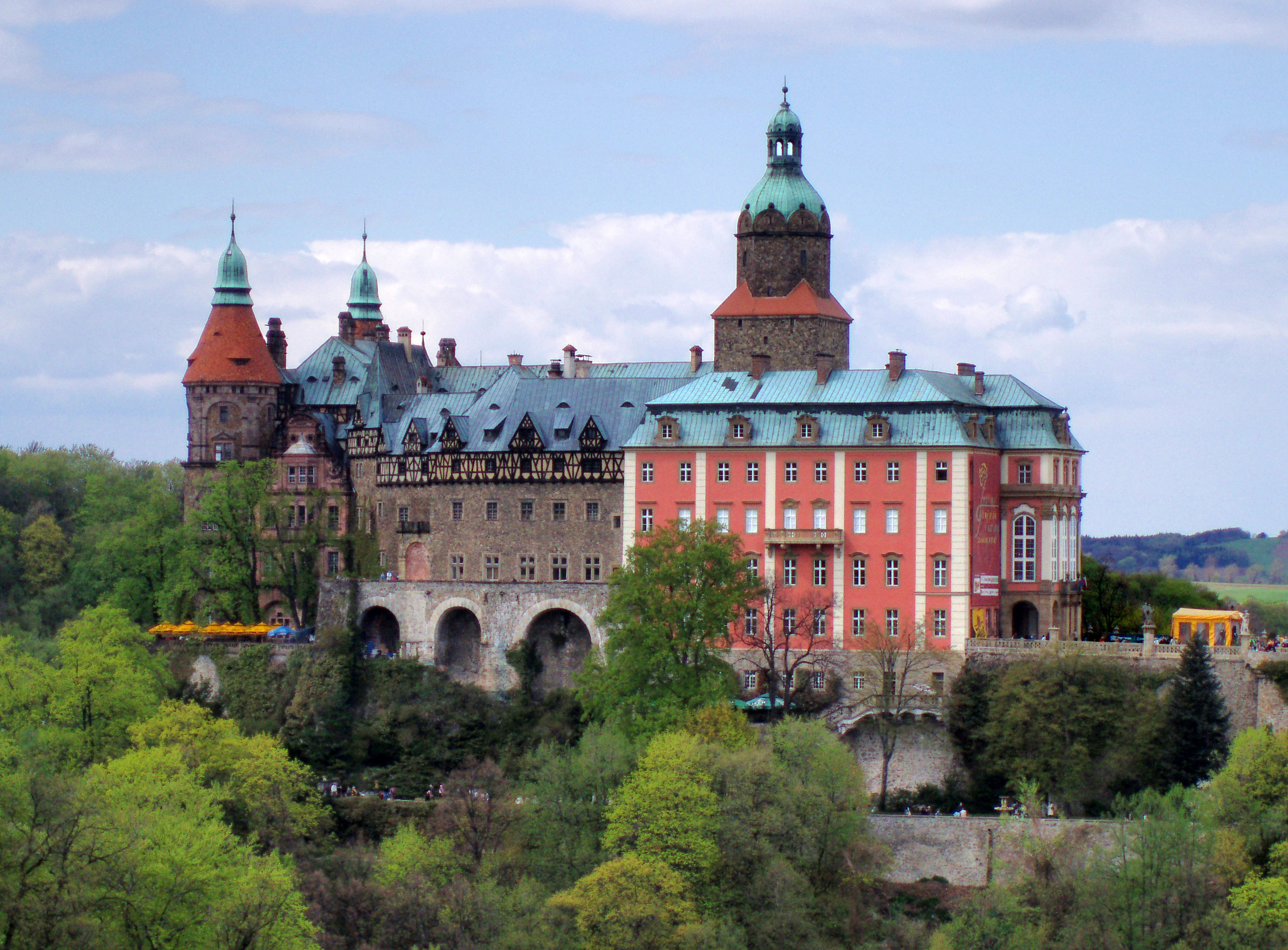
Château de Książ.

L'aéroport international est situé à Wroclaw.
L'autoroute A4 et l'autoroute A18 traversent la Basse-Silésie.
La Basse Silésie est l'une des régions les plus visitées en Pologne. Elle est célèbre pour son grand nombre de châteaux et palais (plus de 100), entre autres : le château de Książ, le château de Czocha, le château de Grodziec, le château de Gola Dzierżoniowska. Il y en a aussi beaucoup dans la vallée de Jelenia Góra.
La ville la plus visitée est Wrocław.
Le Festival de la Bonne Bière se tient tous les ans le deuxième week-end de juin.
Autres endroits : La forteresse de Kłodzko, le fort Silberberg, le projet Riese, Wambierzyce, Legnickie Pole, Oleśnica Mała, l'abbaye de Lubiąż, Krzeszów, Henryków, le mont Ślęża, les montagnes de la table, les montagnes du hibou, Karkonosze, le sentier principal des Sudètes, le parc de la vallée de Barycz.

## Sport
Le club de football le plus populaire en Basse-Silésie est Śląsk Wrocław.
Chaque année en septembre, il y a le Wrocław Marathon.